# ФК Торпедо (Русе)
Юнашко дружество „Торпедо“ е най-стария български футболен клуб. Основан е още през 1901 г. в град Русе.
Това което се знае за началото на футбола в Русе не е много. Известно е, че учениците са играели футбол в часовете по физкултура някъде около 1900 г. Впрочем, в спомените на русенци от това време се споменава, че руски, немски и други чужди моряци слизали от корабите на пристанището, избирали поляна и ритали кълбото по нея още в края на XIX век. През 1901 г. в Русе е основано Юнашкото дружество „Торпедо“. Футболът тогава разбира се не е бил организиран, играели са се мачлета с преминаващи през града моряци.
Името на дружеството е взето от възникналото подводно оръжие – торпедото. Наименованието „Торпедо“ е въведено официално от немците през 1900 г. Отборът на „Торпедо“ е играел приятелски мачове с чуждестранни военни корабни състави, които са преминавали с кораби по Дунава и са се спирали в Русе. В града скоро след това са създадени и други футболни отбори, като футболния тим „Напредък“ (1906 г.) и Ученическо физкултурно дружество „Геолог“ (1908 г.). На 11 ноември 1911 г. „Торпедо“ и „Напредък“ се обединяват с „Геолог“ във Физкултурното-Туристическо Дружество „Дунав“.
От пролетта на 1949 г. до 1957 г. новосъздадения след обединение на няколко клуба ФК „Дунав“ /който е наследник на старото Физкултурно-туристическо дружество „Дунав“ по линия на „Партизанин“-1945 (наследник на „Сава“), „Сава“-1920 („Дунав“ тогава се е преименувал така по името на Сава Киров), МТД „ФК Дунав“ (Русе) - наследник на ЮТС „Дунав“, възстановен 1918-19 и ЮТС (Юношески туристически съюз) „Дунав“-1913/ е преименуван на ДСО „Торпедо“. На следващата година „Торпедо“ става шампион на Северната Б Републиканска футболна група и влиза в А РФГ. През 1951 г. клубът завършва на 12 място в А група и изпада в Б РФГ. След 12 кръг „Торпедо“ напуска първенството на Б РФГ. През 1956 г. „Торпедо“ успява да се завърне отново в А РФГ след обединение със завършилия на 2 място в Североизточната Б Републиканска футболна група Спартак (Русе), но отново завършва на 12 място и пак изпада. Скоро след обединението двата клуба се разделят, като „Спартак“ през 1956 г. участва в Северната Б РФГ, а най-добрите му играчи остават в „Торпедо“. В началото на следващия сезон клубът отново е преименуван на „Дунав“, става шампион на Северната Б Републиканска футболна група и се завръща в А РФГ, където се представя успешно и участва без прекъсване в продължение на 10 години.
Основните цветове на клуба са светлосиньо и тъмночервено. Играе мачовете си на стадион „Градски“ в Русе.

## Международните мачове
| Година | Номер | Град | Страна | Отбор          | Резултат |
| ------ | ----- | ---- | ------ | -------------- | -------- |
| 1956   | 1     | Русе |        | „ЖЕШ“ (Дамаск) | 2:1      |
|        | 2     | Русе |        | „Будовляни“    | 2:1      |

.